# Heinrich Schickhardt
Heinrich Schickhardt (5 de febrero de 1558 en Herrenberg, 4 o 14 de enero de 1635 en Stuttgart) fue un constructor, arquitecto y cartógrafo suabo del estilo del Renacimiento.

## Biografía
Schickhardt descendiente de una familia operaria, donde su padre y dos de sus tíos fueron carpinteros e imagineros tallistas famosos en Wurtemberg. Tras su formación profesional Schickhardt trabajó como modelista de maquetas y carpintero. A partir del año 1593 se encontró en Montbéliard y trabajó para Friedrich I, duque de Wurtemberg quién dirigió la ampliación del castillo y de la ciudad como constructor, arquitecto e ingeniero. En 1599 él empezó, según el deseo del duque, la construcción de Freudenstadt en la Selva Negra, aunque personalmente él no estuvo a menudo presente, sino que atendió al proyecto de distancia. Lo novedoso en aquella época era la agrupación de los edificios al estilo del “juego del molino”. 1598 y 1600 hizo dos viajes a Roma, por orden del duque, para estudiar la construcción de fortalezas y la planificación de ciudades.
El matrimonio con la hija del alcalde de Herrenberg, Barbara Grüninger, le llevó a Schickhardt el ascenso social. Él compró un terreno en la región por Herrenberg y fundó su domicilio central en esta ciudad, aunque siguió trabajando en Stuttgart.
Un gran cambio en su vida ocurrió tras la muerte del duque de Wurtemberg en el año 1608, porque muchos proyectos de construcción planificados estuvieron parados por el hijo y sucesor de Friedrich I. Schickhardt le ofrecieron el puesto del constructor de campo nacional en el que no podía realizar proyectos sobre grandes ciudades o bien, castillos eso se debió a por la falta de tiempo para cumplirlos. En cambio, se dedicó a trabajos más pequeños como por ejemplo la construcción de viviendas o estructuración de jardines donde abundaba su demanda. Su carrera profesional como arquitecto llega de iglesias, castillos, ayuntamientos, graneros a dictámenes técnicos sobre construcciones. En el transcurso de su vida Schickhardt construyó y remodeló más que 50 casas señoriales.

## Obra
Su obra central era el edificio extravagante Neuer Bau (Nuevo Edificio) en Stuttgart (1600/1601), lamentablemente este edificio suntuoso se quemó casi por completo en el año 1757 y por resultado de esto en el 1778 se derribó porque se declaró el edificio como ruinas.
También apoyó el proyecto del uso comercial del Neckar entre Stuttgart y Heilbronn, para esto hizo cartografías de todo este territorio y construcciones para que se pudiera navegar en el río con más eficiencia y frecuencia.
Por su gran fama y sus impresionantes obras póstumas, Schickhardt aún está presente en el conocimiento de muchos arquitectos. En el año 1992 un grupo de técnicos recopiló mucha información de estas construcciones para crear una Ruta Cultural para los amantes de estas obras, Ruta Cultural de Heinrich Schickhardt. Esta se admitió en el consejo de Europa en el mismo año y se compone por una muestra de 19 lugares, en la región alemana de Wurtemberg y en la región francesa de Alsacia, en dónde se puede ver sus obras. Un ejemplo claro son las fuentes artificiales que se encuentran en la plaza mayor de Freudenstadt.

## Fallecimiento
Schickhardt falleció en enero siendo mayor, durante la guerra de los Treinta Años en Stuttgart acuchillado por un soldado.
- Datos: Q95677
- Multimedia: Heinrich Schickhardt / Q95677